# Nasca
För andra betydelser, se Nasca (olika betydelser).
Nasca (eller Nazca) är en stad i södra Peru, med en folkmängd av 39 054 invånare 2015. Staden ligger i departementet Ica i ett nätverk av dalgångar längs Perus södra kust. Området runt staden är mest känd för Nascalinjerna i Nascaöknen som ligger i nordväst, mellan Nasca och Palpa.
Sedan 1997 är Nasca platsen för en stor kanadensisk guldgrävningsoperation, och sedan guldgrävningen startade har lokalbefolkning gjort några enstaka försök att hävda sina rättigheter. Staden Nasca har dumpat sopor på slättmarkerna vilket förstört flera av Nascalinjerna, detta har orsakat en del kontroverser.[källa behövs]

## Historia
Nazcakulturen blomstrade i området mellan 300 f.Kr. och omkring år 800 e.Kr. Dessa människor låg bakom Nascalinjerna och den ceremoniella staden Cahuachi, väster om Nasca. De byggde också imponerande system av underjordiska akvedukter som fungerar än idag.